# Jet (журнал)
Jet — американский еженедельный журнал, фокусирующийся в основном на новостях, культуре и индустрии развлечений в целом, связанных с афроамериканским сообществом. Основан был в ноябре 1951 года Джоном Х. Джонсоном, владельцем чикагского издательства Johnson Publishing Company. Журнал также вёл хронику и освещал события, связанные с движением за гражданские права чернокожих.
Впервые Jet был опубликован 1 ноября 1951 года, последний печатный выпуск вышел 23 июня 2014 года, сегодня он существует только в цифровом формате.